# Ich kann Kanzler!
Ich kann Kanzler! war ein politisches Casting, dessen zweite Staffel am 1. Mai 2012 vom Zweiten Deutschen Fernsehen ausgestrahlt wurde. Moderator der Sendung war Jörg Pilawa.
Fünf Kandidaten, die sich in einem Vorabcasting durch die Juroren Maybrit Illner, Michael Spreng und Oliver Welke qualifiziert hatten, versuchten, durch das möglichst überzeugende Vertreten ihrer politischen Positionen den ausgelobten Gewinn in Höhe eines Kanzlergehalts zu gewinnen. Die Zuschauer im Publikum wählten die 22-jährige Mainzer Jura-Studentin Allison Jones mit 58,4 % zur Siegerin. Die Show wurde in Köln und Berlin aufgezeichnet.
Bei der ersten Staffel im Jahr 2009 gewann der damals 18-jährige Schüler Jacob Schrot mit 72,6 % aller Zuschauerstimmen. Moderiert wurde die erste Staffel vom späteren Regierungssprecher und heutigen Botschafter in Israel Steffen Seibert. In der Jury saßen damals Anke Engelke, Henning Scherf und Günther Jauch.
Im Jahr 2009 bewarben sich über 2500 junge Leute im Alter von 18 bis 35 Jahren beim ZDF. In der zweiten Staffel waren es lediglich 1000.